# 蓝光 (元朝)
蓝光，字仲晦，元朝官员，临川（今江西省抚州市）人。
元朝末年，蓝光跟随吴澄学儒，与危素为同门。危素入中书，推荐蓝光，当时朵仲谦参政江西，征辟蓝光为从事，后来以功升为南安路知事，转任福建照磨。在陈友定麾下，升为检校，综理福建清邑之事。改为行省都事，定居福建。元朝灭亡，危素推荐蓝光出仕明朝，蓝光称病不起，在家教书五十余年，九十九岁去世。